# Artabotrys modestus
Artabotrys modestus este o specie de plante angiosperme din genul Artabotrys, familia Annonaceae, descrisă de Friedrich Ludwig Diels. A fost clasificată de IUCN ca specie cu risc scăzut.

## Subspecii
Această specie cuprinde următoarele subspecii:
- A. m. macranthus
- A. m. modestus